# Contea di Belknap
La contea di Belknap, in inglese Belknap County, è una contea dello Stato del New Hampshire, negli Stati Uniti. Il capoluogo di contea è Laconia.

## Geografia fisica
La contea si trova nella parte centrale del New Hampshire. L'U.S. Census Bureau certifica che l'estensione della contea è di 1215 km², di cui 174 km² coperti da acque interne.
Il territorio è collinare e vi si trovano numerosi laghi, tra cui il lago Winnipesaukee.
Il capoluogo è Laconia, mentre altee città importanti sono Belmont, Gilford e Meredith.

### Contee confinanti
- Contea di Carroll - nord
- Contea di Strafford - est
- Contea di Merrimack - sud-ovest
- Contea di Grafton - nord-ovest

## Storia
L'area era abitata dai nativi Abenachi quando i coloni arrivanarono a metà del 1700 dal Massachusetts. La contea di Belknap fu costituita nel 1840 dalla divisione della parte nord orientale della contea di Merrimack e della parte nord occidentale della contea di Strafford. La contea fu chiamata così in onore di Jeremy Belknap, un noto predicatore, storico e autore di The History of New Hampshire.

## Comuni
- Alton - town
- Barnstead - town
- Belmont - town
- Center Harbor - town
- Gilford - town
- Gilmanton - town
- Laconia - city
- Meredith - town
- New Hampton - town
- Sanbornton - town
- Tilton - town

### Census-designated place
- Tilton-Northfield, nel territorio di Tilton, in parte anche nella contea di Merrimack